# Gulnara Iskanderowna Galkina

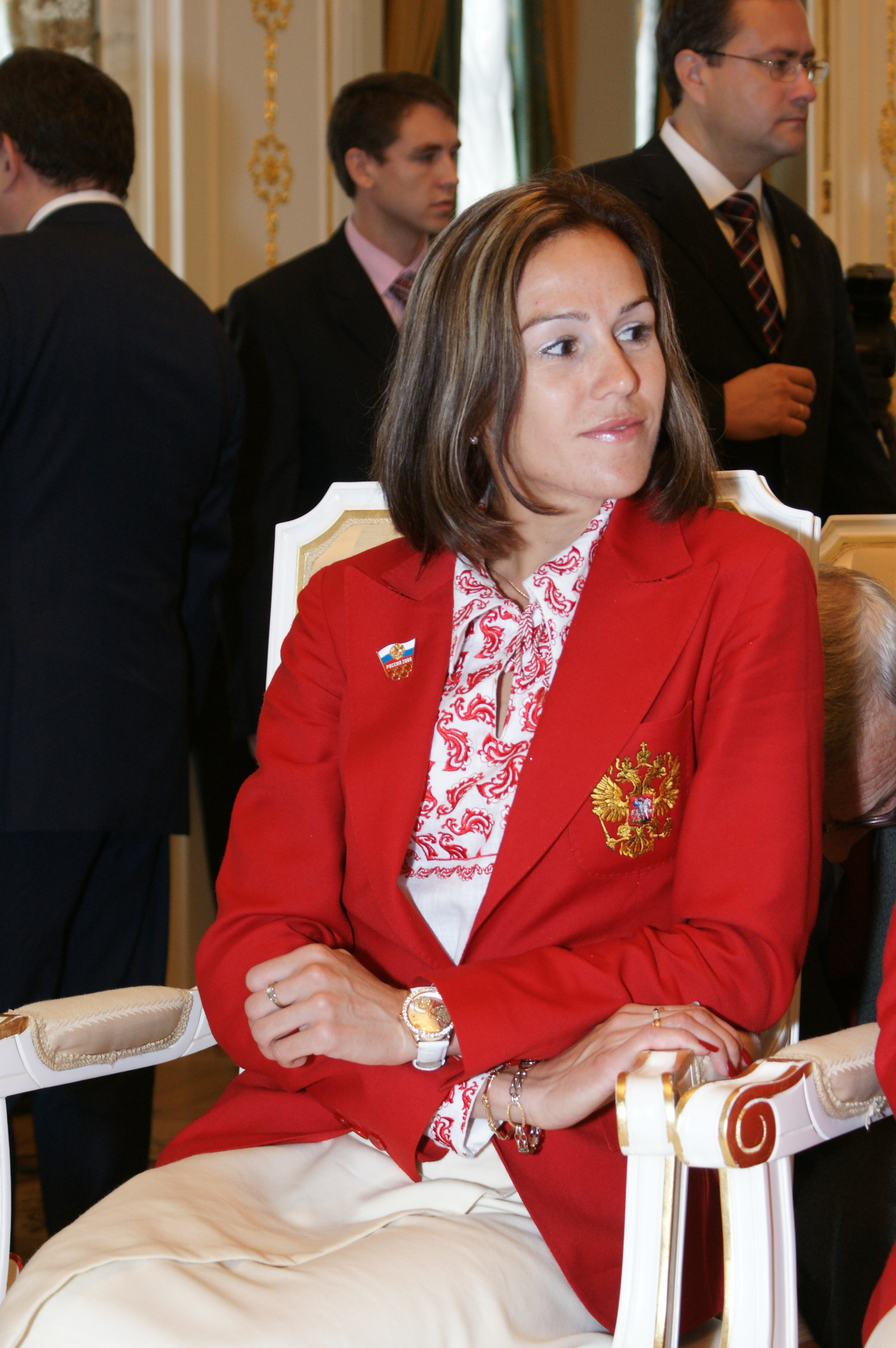
Gulnara Galkina bei den 2008

Gulnara Iskanderowna Galkina (russisch Гульнара Искандеровна Галкина, geborene Самитова – Samitowa, engl. Transkription Samitova; * 9. Juli 1978 in Nabereschnyje Tschelny) ist eine russische Hindernis-, Mittel- und Langstreckenläuferin und Olympiasiegerin.

## Leben
Bei den Weltmeisterschaften 2003 in Paris/Saint-Denis wurde sie Siebte im 5000-Meter-Lauf und bei den Olympischen Spielen 2004 in Athen Sechste über dieselbe Distanz. Außerdem wurde sie bei den Hallenweltmeisterschaften 2004 in Budapest Dritte im 1500-Meter-Lauf.
Sie hatte am 10. August 2003 bei den russischen Meisterschaften in Tula mit 9:08,35 min einen Weltrekord im 3000-Meter-Hindernislauf aufgestellt, den sie am 4. Juli 2004 in 9:01,59 min unterbot.
Bei den Weltmeisterschaften 2007 in Osaka wurde sie über 3000 m Hindernis Siebte. Ihr bisher größter Erfolg war der Sieg bei den Olympischen Spielen 2008 in Peking in der Weltrekordzeit von 8:58,81 min bei der olympischen Premiere des Hindernislaufs für Frauen.
Gulnara Galkina ist 1,75 m groß und wiegt 56 kg. Sie ist seit 2004 mit dem 400-Meter-Läufer Anton Galkin verheiratet.